# Fabio Tordin
Fabio Tordin (Brasil, 1965), és un empresari estatunidenc d'origen brasiler amb doble nacionalitat brasilera-estatunidenca. Va ser conseller delegat de Traffic Sports USA (2003 – 2006) i alt executiu de Media World entre 2011 i 2015. Media World operava com a filial del grup Imagina US que era la filial americana del Grup Mediapro.
A finals de 2015 va ser acusat de corrupció pel Departament de Justícia dels Estats Units en el conegut com a Cas Fifagate. Tordin es va declarar culpable d'haver pagat suborns i va acordar col·laborar amb la justícia i pagar 600.000 dòlars de multa. Va quedar en llibertat provisional a l'espera d'una sentència definitiva que, després de diversos ajornaments, va quedar programada pel 9 de novembre de 2020.

## Trajectòria
Fabio Tordin va iniciar la seva carrera professional com a empleat de banca a l'àrea de São Paulo. Va dirigir el Banco Pontual des de 1989 a 1998 i, entre 1999 i 2002, va ser el director financer de Traffic Group, empresa líder de gestió d'esdeveniments esportius del periodista i empresari brasiler, José Hawilla.
Entre 2003 i 2006, Tordin va ser el conseller delegat de Traffic Sports Usa amb seu a Miami i, després d'exercir de manera autònoma a Miami, l'any 2011 es va incorporar a Media World, l'empresa filial d'Imagina US que també era la filial per al continent americà del Grup Mediapro. El juliol de 2006, totes aquestes empreses van quedar, amb la fusió de Mediapro i Globomedia, sota el paraigua del hòlding Imagina Media Audiovisual.
Tordin va exercir com a alt executiu de Media World sota les ordres del conseller delegat, Roger Huguet. A finals de 2015, Huguet i Tordin van ser suspesos dels seus càrrecs directius per la seva implicació en el cas Fifagate.

## Fifagate
El desembre de 2015, quan el Departament de Justícia dels Estats Units va fer pública la segona relació d'acusats en el Cas Fifagate, es va saber que Fabio Tordin era un dels cinc implicats que ja s'havien declarat prèviament culpables i que havien pactat amb la fiscalia.
El novembre de 2015, Fabio Tordin, voluntàriament, havia admès haver pagat suborns a diverses federacions centreamericanes de futbol per a l'adjudicació dels drets televisius dels partits classificatoris pels mundials de 2014 i 2018. Tordin va acordar col·laborar amb la justícia i pagar una multa de poc més de 600.000 dòlars. Va quedar en llibertat provisional a l'espera de sentència definitiva que, després de diversos ajornaments, està programada pel 9 de novembre de 2020.
Imagina US, que havia prescindit de Fabio Tordin i de Roger Huguet, també va admetre haver pagat suborns i va pactar amb la fiscalia, el juliol de 2018, la restitució de més de vint-i-quatre milions de dòlars.